# Aeroportul Vinh
Aeroportul Vinh (IATA: VII, ICAO: VVVH) este un aeroport din Vinh⁠(d), Nghệ An, Vietnam ce deservește zona Cam Ranh⁠(d). Aeroportul a fost tranzitat în 2018 de 1.800.000 de pasageri. A fost deschis în 1935.
Situat la o altitudine de 2 m, aeroportul dispune de 1 pistă.

## Infrastructură

### Piste
Aeroportul dispune de o singură pistă. Pista 17/35 are suprafața de asfalt și dimensiunile 2.400 m × 45 m. 